# 佐々木忍
佐々木 忍（ささき しのぶ、1975年10月28日 - ）は盛岡競馬場の桜田勝男厩舎所属の元騎手である。
勝負服の柄は胴白星ちらし、袖白縦じま。宮城県登米郡出身。血液型はA型。

## 来歴
水沢・阿部三郎厩舎所属の騎手としてデビュー（その後、盛岡・佐藤敏彦厩舎に所属変更している）、1995年10月14日初騎乗（ゼンペイプリンス・6着）、初勝利は同年10月21日（ヨシゼンボーイ）。初年度は66回の騎乗で8勝を挙げる。2年目は7勝に終わったが、3年目にシルバーステッキ賞で特別初勝利を挙げるなど27勝と勝ちを伸ばした。その後、成績が伸び悩んでいたが、2001年に桜田勝男厩舎に所属変更すると次第に成績を上げていき、2002年には52勝を挙げる。2003年はOROカップでトミケンブライトとのコンビで重賞初制覇。その後、デンゲキヒーローの主戦騎手となり、この年の北上川大賞典を制覇。勢いを買って挑んだ東京大賞典でも4着に入る健闘を見せた。これらの活躍により、自身の騎手としての知名度を上げる事となった。
2010年12月2日付けで引退した。

## 主な騎乗馬
- デンゲキヒーロー（2003年北上川大賞典、2003年東京大賞典4着）
- トミケンブライト（2003年OROカップ）

## 人物・エピソード
- 2009年、三本木テレトラックに応援コーナーが設置され、パネル、勝負服、サイン等が展示されている。